# Sacrificio de Isaac (Antonio del Castillo)
Sacrificio de Isaac es una pintura del artista español Antonio del Castillo y Saavedra. 

## Historia y descripción
Según Antonio Palomino, aprendiz del pintor, el lienzo formaba parte de una serie de cuatro que en esa época se encontraban en la casa del contador de la Catedral de Granada. En el año 2008 fue adquirida junto a la obra de la misma serie El sueño de San José por el Museo de Bellas Artes de Córdoba, donde se conservan actualmente.
La obra representa una escena bíblica narrada en el Antiguo Testamento en la cual Abraham, por mandato de Dios y para ponerle a prueba, va a sacrificar a su hijo Isaac, siendo finalmente detenido por la intervención de un ángel.